# Petit passage de l'Argue
Cet article concerne le Petit passage de l'Argue. Pour le Passage de l'Argue, voir Passage de l'Argue.
Le petit passage de l'Argue est un passage couvert du 2e arrondissement de la ville de Lyon, en France.

## Description

### Généralités
Le petit passage de l'Argue est une voie interne couverte et piétonne de l'îlot Argue-de Tournes-Thomassin, dans le 2e arrondissement de la ville de Lyon. C'est une voie étroite, exiguë, courte, orientée du nord au sud. Elle permet, du passage de l'Argue auquel elle est perpendiculaire et dont elle constitue l'annexe, d'accéder à la rue Thomassin. Son entrée, encadrée de deux colonnes, se situe au niveau du numéro 16 de la rue Thomassin, dans le prolongement de la rue des Quatre-Chapeaux,.
Le passage est couvert par un immeuble du côté de la rue Thomassin, et par une verrière dans sa partie centrale,. Il est pavé de larges dalles de pierre. Des boutiques bordent chacun de ses côtés, la grande majorité d'entre elles étant abandonnées et désaffectées,.
Considéré insalubre et en mauvais état par la ville de Lyon, des travaux de rénovation ont débuté en 2006 mais se sont interrompus. L'accès du passage est depuis interdit.

### Voies adjacentes
En partant du sud, le petit passage de l'Argue croise les voies suivantes :
- passage de l'Argue ;
- impasse de l'Argue ;
- rue Thomassin.

### Accès
La station du métro de Lyon la plus proche est Cordeliers, sur la ligne A. La ligne de bus spécifique no S1 et la ligne complémentaire no 27 ont un arrêt commun au niveau de la rue du Président-Édouard-Herriot.

## Histoire
Selon l'inventaire général du patrimoine culturel de Rhône-Alpes, une voie publique située sur le même emplacement figurait déjà sur le plan de Lyon de François-Régis Cottin et Francisque Loizy, dit plan Cottin-Loizy, qui date de 1750. Il aurait été ouvert en même temps que le passage de l'Argue.
Les principales datations du passage, appuyées par les travaux historiques qui y ont été effectués, se situent dans la première moitié du XIXe siècle. Selon l'inventaire général du patrimoine culturel de Rhône-Alpes, ce passage date de 1828. Il aurait été la propriété de M. Dugueyt, notaire, résidant au no 9 de la place Bellecour.
Le Castelet du théâtre de Guignol a été présent dans la rue de 1852 à 1873. Il ferme définitivement en 1927,.